# Marcelo Alves
Marcelo Alves Santos (Rio de Janeiro, 7 febbraio 1998) è un calciatore brasiliano, difensore del Soči.

## Caratteristiche tecniche
È un difensore centrale.

## Carriera
Cresciuto nel settore giovanile del Madureira, ha esordito in prima squadra il 19 gennaio 2019 disputando l'incontro del Campionato Carioca perso 1-0 contro il Vasco da Gama. Il 3 agosto 2020 è stato ceduto in prestito al Vasco da Gama, con cui ha debuttato nel Brasileirão disputando l'incontro pareggiato 2-2 contro il Santos.

## Statistiche
Statistiche aggiornate al 14 novembre 2020.

### Presenze e reti nei club
| Stagione        | Squadra         | Campionato      | Campionato | Campionato | Coppe nazionali | Coppe nazionali | Coppe nazionali | Coppe continentali | Coppe continentali | Coppe continentali | Altre coppe | Altre coppe | Altre coppe | Totale | Totale | Totale |
| Stagione        | Squadra         | Comp            | Pres       | Reti       | Comp            | Pres            | Reti            | Comp               | Pres               | Reti               | Comp        | Pres        | Reti        | Pres   | Reti   |        |
| --------------- | --------------- | --------------- | ---------- | ---------- | --------------- | --------------- | --------------- | ------------------ | ------------------ | ------------------ | ----------- | ----------- | ----------- | ------ | ------ | ------ |
| 2019            | Madureira       | A/RJ            | 5          | 0          |                 | -               | -               |                    | -                  | -                  |             | -           | -           | 5      | 0      |        |
| 2020            | Madureira       | A/RJ            | 11         | 0          |                 | -               | -               |                    | -                  | -                  |             | -           | -           | 11     | 0      |        |
| 2020            | Vasco da Gama   | A/RJ+A          | 0+5        | 0          | CB              | 0               | 0               | CS                 | 0                  | 0                  |             | -           | -           | 5      | 0      |        |
| Totale carriera | Totale carriera | Totale carriera | 19         | 0          |                 | 0               | 0               |                    | 0                  | 0                  |             | -           | -           | 19     | 0      |        |